# Silur
|  | Per a altres significats, vegeu «Silurs». |

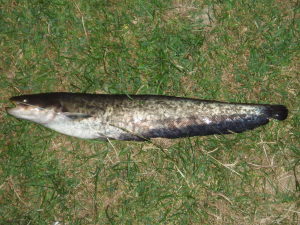
Silur pescat a França

El silur (Silurus glanis) és una espècie de peix d'aigua dolça, de la família dels silúrids i de l'ordre dels siluriformes.
És ictiòfag però també s'alimenta d'invertebrats grossos com crancs de rius i d'altres vertebrats com ocells. Les preses depenen de la seva talla. Igual que el peix gat negre, no solament competeix amb espècies endèmiques a l'hora d'alimentar-se, sinó que sovint els peixos locals fan part de la seva dieta.
És originari d'Euràsia i ha estat introduït a Itàlia, Síria, Portugal, Turquia, els Països Catalans, Espanya, la Gran Bretanya, els Països Baixos, la Xina i, probablement també, Croàcia, Bòsnia i Hercegovina, França, Dinamarca i Tunísia. Pot atènyer 80 anys i arribar a pesar 140 kg.
És una espècie que, d'ençà de la seua introducció a Mequinensa l'any 1974 —provinent dels grans rius de l'Europa Central— s'ha estès a altres contrades del Principat de Catalunya, com ara a la part baixa del Segre. A banda del riu Ebre, també se'l pot trobar —introduït per particulars— al Llobregat (Pont de Vilomara) i a l'estany de l'Agulla —on sembla que no ha prosperat. També se'l pot trobar a la part mitja del riu Ter, en els embassaments de Sau i Susqueda on va ser introduit el 2003 i en el 2006 ja era habitual pescar-ne exemplars de 10 Kg.